# Directorium inquisitorum
El Directorium Inquisitorum, también llamado Manual del inquisidor, es la obra más importante de Nicolás Aymerich, que escribió quizás tan temprano como en 1376. El Directorium Inquisitorum definía la brujería y describía los medios para descubrir a las brujas.

## Contenido
Aymerich había escrito anteriormente un tratado sobre brujería, posiblemente ya en 1359, que amplió para convertirlo en el Directorium Inquisitorum. Para escribirlo, empleó muchos textos de magia que había confiscado anteriormente de los acusados de brujos.
El Directorium Inquisitorum describe varias prácticas mágicas prohibidas, incluyendo el bautizo de imágenes, fumigar la cabeza de una persona muerta, echar sal al fuego, quemar cuerpos de animales, conjurar espíritus, invocar nombres, mezclar nombres de ángeles y demonios y quiromancia.
Aymerich considera en la obra la brujería como una forma de herejía, una definición importante, ya que la Inquisición tenía el mandato de suprimir la herejía. La idea no era exclusiva de Aymerich, había estado desarrollándose desde finales del siglo XIII, cuando el papa Alejandro IV dio por primera vez autoridad a los inquisidores sobre los brujos. Este hecho fue confirmado por los papas Bonifacio VIII y Juan XXII. Hacia 1320 era habitual que los manuales de los inquisidores tratasen la brujería. Escritos de Bernardo de Gui y Ugolino Zanchini contienen dos discusiones de ese tipo. La contribución de Aymerich fue dividir la brujería en tres categorías, con referencias a la Biblia y a los escritos de notables teólogos cristianos como Agustín de Hipona y  Tomás de Aquino.
De acuerdo a Aymerich, la primera y más importante forma de brujería herética era la que ofrecía latría (la adoración debida únicamente a Dios) a los demonios. Esta forma incluía actividades como la realización de sacrificios, oraciones y la ofrenda de velas o incienso a los demonios. La segunda categoría estaba formada por los herejes que ofrecían dulía (la veneración dada a los santos). Estos incluían a los que mencionaban a demonios en las letanías (a menudo junto a los nombres de santos y ángeles) y a los que pedían de esta forma intercesión ante Dios. Se refiere específicamente a los musulmanes «sarracenos» como practicantes de esta herejía en su veneración de Mahoma. A la tercera categoría pertenecían aquellos que buscaban la ayuda de un demonio, como por ejemplo en el caso de la adivinación. Cita al papa Inocencio V diciendo que para recibir ayuda de un demonio, una persona debe entrar en alguna forma de pacto. Aymerich extrapola esta afirmación para demostrar que todo pacto con un demonio es una herejía y fue uno de los primeros en condenar cualquier tipo de conjura de un demonio como herejía. Anteriormente, se creía que incluso un santo podía hacer un pacto con el Demonio, como ejemplifica la historia de san Teófilo, quien realizó un pacto con el demonio para ganar un puesto eclesiástico.
Además de describir las prácticas comunes de la magia, Aymerich también describe las formas de extraer una confesión, incluyendo formas de manipulación psicológica primitivas, además de simple tortura. En cuanto a la tortura, afirma «Quaestiones sunt fallaces et inefficaces», es decir: «Los interrogatorios son engañosos e ineficaces». Sin embargo es el primer inquisidor que se salta la prohibición de la Iglesia católica de torturar a una persona dos veces. Interpretó la directiva de forma laxa, permitiendo sesiones de tortura separadas para cargos distintos de herejía.
La primera edición impresa fue realizada en Barcelona en 1503. También se hizo una en Roma en 1578. El Directorium Inquisitorum fue uno de los precursores del más famoso Malleus Maleficarum.